# Lost Bridge Village
Lost Bridge Village è un census-designated place (CDP) degli Stati Uniti d'America, situato in Arkansas, nella contea di Benton. Secondo il censimento del 2020 gli abitanti di Lost Bridge Village ammontavano a 397.
Il termine Lost Bridge si riferiva ad un ponte sul White River.